# Cartonnage
Cartonnage je pražské electro-popové duo které tvoří producent Armin Effenberger a zpěvačka Vanda Choco.
Cartonnage vznikla v roce 2003. Za debut CD1 (2004 EARecords) byla Cartonnage nominována Expres Radiem na "Zlaté ucho" a TV Óčko jako objev roku. Hudba z CD 1 se stala hudebním pilířem stepového představeni WINGS, na kterém se podílela mj. i Carli Jefferson (STOMP). 4 písně z CD1 si vybral režisér Dan Svátek do svého filmu Close to heaven.
Druhé, hudební kritikou oceňované album Curiously Connected (2008) (EMI) se neslo ve znamení electro-popu a Cartonnage ze něj získala cenu časopisu Filter a byla nominována na ceny Anděl a Tv Óčko. Jako objev české klubové scény byla účinkovala na prestižním francouzském festivalu Europavox v Clermont Ferrand a dostala se také na francouzskou festivalovou CD kompilaci.
K natočení vokálního reeditu skladby 257.zero z alba Last Night si vybral Cartonnage Moby.
Videoklip k singlu Patisserie postoupil do hlavní soutěže na filmovém festivalu v Holandsku.
V květnu 2011 vydala skupina třetí album I'm Not Your Computer (EARecords).

## Diskografie
- CD1 (EN/FR verze) EARecords 2004 album
- CD1 (CZ verze) EARecords 2004 album
- Patisserie EMI 2007 singl
- Curiously Connected EMI 2008 album
- I'm Not Your Computer EARecords 2011 album